# Universidad Dokuz Eylül
La Universidad Dokuz Eylül ( en turco: Dokuz Eylül Üniversitesi, sigla DEÜ) es una universidad con sede en Esmirna, Turquía. Fue fundada en 1982 y está organizada en 16 facultades. La DEÜ fue la primera universidad que aplicó en Turquía el método aprendizaje basado en problemas, que comenzó en la Facultad de Medicina en 1997.

## Historia
Fundada el 20 de julio de 1982, el nombre de la universidad ( Dokuz Eylül, literal "9 de septiembre" ) hace referencia al día 9 de septiembre de 1922, fecha de la liberación de Esmirna de la ocupación griega de la ciudad, uno de los acontecimientos finales de la Guerra de Independencia turca. La nueva universidad reorganizó varios colegios universitarios preexistentes, así como varias facultades de la Universidad del Egeo. En la actualidad, la universidad cuenta con 16 facultades, cinco escuelas universitarias, seis escuelas profesionales, cinco escuelas de posgrado y cinco institutos de investigación. 

## Organización
Son 16 facultades en las que se divide la universidad:
- Facultad de Ciencias de la Educación
- Facultad de Literatura
- Facultad de Ciencias
- Facultad de Bellas Artes
- Facultad Marítima
- Facultad de Ingeniería
- Facultad de Derecho
- Facultad de Ciencias Económicas y Administrativas
- Facultad de Teología
- Facultad de Negocios
- Facultad de Arquitectura
- Facultad de Medicina
- Facultad de Odontología
- Facultad de Enfermería
- Facultad de Turismo
- Facultad de Ciencias de la Salud

## Campus

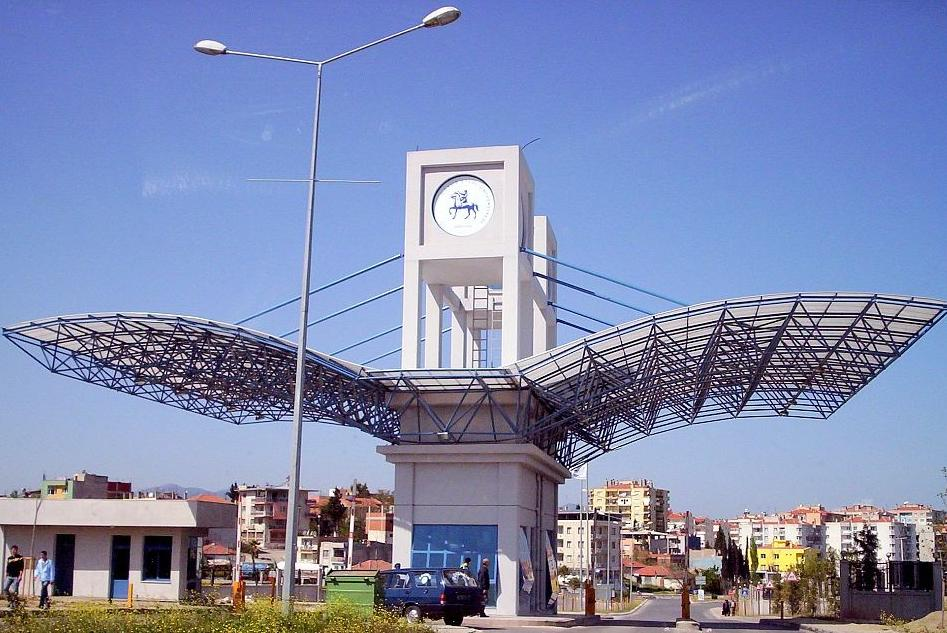
Entrada al campus

- Inciralti (Facultad de Medicina; Hospital Universitario; Facultad de Odontología; Escuela de Fisioterapia y Rehabilitación; Escuela de Enfermería; Instituto de Ciencias de la Salud; Escuela Vocacional de Servicios de Salud; Instituto Internacional de Biomedicina y Genoma (iBG-Izmir); Instituto de Oncología)
- Alsancak (edificio administrativo, centro de educación permanente)
- Buca-Efeler (Facultad de Educación, Escuela Vocacional de Izmir)
- Buca-Dokuzceşmeler (Facultad de Ciencias Económicas y Administrativas; Escuela Profesional de Prácticas Judiciales; Facultad de Educación de Buca; Escuela Profesional de İzmir; Instituto de Ciencias de la Educación; Escuela de Lenguas Extranjeras)
- Buca-Tınaztepe (Facultad de Ciencias; Facultad de Negocios; Facultad de Derecho; Instituto de Ciencias Sociales; Facultad de Arquitectura; Facultad de Ingeniería; Facultad Marítima; Facultad de Bellas Artes; Escuela del Instituto Estatal de Bellas Artes del Conservatorio)
- Bornova-Gökdere (Facultad de Ciencias Aplicadas; Departamento de Ingeniería Ambiental)
- Hatay (Facultad de Teología; Escuela Vocacional de Religión; Instituto de Estudios Religiosos)
- Torbalı (Escuela Vocacional de Torbalı)
- Urla (Facultad Marítima)
- Seferihisar (Facultad de Deportes; Escuela Profesional de Servicios Médicos)
- Foça (Escuela de Turismo Reha Midilli)